# Avenue Jean-Baylet
L'avenue Jean-Baylet est une voie de Toulouse, chef-lieu de la région Occitanie, dans le Midi de la France.

## Situation et accès

### Description
L'avenue Jean-Baylet est une voie publique de Toulouse, chef-lieu de la région Occitanie, dans le Midi de la France. Elle traverse le quartier des Pradettes, dans le secteur 6 - Ouest.
La chaussée compte une voie de circulation automobile dans chaque sens. Elle appartient à une zone 30 et la vitesse y est limitée à 30 km/h. De plus, elle possède, entre le rond-point Evelyne-Jean-Baylet et le chemin de la Fronde, une bande cyclable dans chaque sens.

### Voies rencontrées
L'avenue Jean-Baylet rencontre les voies suivantes, dans l'ordre des numéros croissants (« g » indique que la rue se situe à gauche, « d » à droite) :
1. Rue Yves-Rouqette (g)
2. Avenue de la Dépêche (d)
3. Rond-point Evelyne-Jean-Baylet
4. Rue Guilhem-Molinier (d)
5. Rue Césaria-Evora (g)
6. Rue Louis-Braud (g)
7. Chemin de la Fronde (g)
8. Rue Jean-Cruppi (d)
9. Rue Vincent-Auriol (d)
10. Rue de l'Aiguette (g)
11. Chemin de Saint-Martory (d)
12. Rue Jean-Rouvière (d)
13. Rond-point Maurice-Andrieu
14. Chemin de la Cépière (g)
15. Route de Saint-Simon (d)

### Transports
L'avenue Jean-Baylet est parcourue et desservie sur toute sa longueur par la ligne de bus 87. De plus, elle est à proximité, à l'ouest, de l'avenue Louis-Aristide-Passerieu, où se trouvent les arrêts des lignes de bus 1846, au nord, du chemin du Ramelet-Moundi, desservi par la ligne de bus 67, et, à l'est, du rond-point de la Cépière, où se trouvent les lignes de bus 141887.
Il existe deux stations de vélos en libre-service VélôToulouse à proximité de l'avenue Jean-Baylet : les stations no 263 (87 avenue Jean-Baylet) et no 275 (place des Pradettes). 

## Odonymie
Au XVIIe siècle, l'avenue Jean-Baylet est connue comme le chemin de Fourtou, du prénom du propriétaire d'un domaine agricole qu'il desservait : Fourtou Pélicier. C'est alors un long chemin qui allait du chemin de Gaillardie au chemin de Saint-Simon (actuelles rue Antoine-Portal, rue André-Broussin et avenue Jean-Baylet).
En 1978, l'aménagement du quartier des Pradettes et de l'avenue actuelle pousse la municipalité a lui attribuer le nom de Jean Baylet (1904-1959). En 1943, il succède à Maurice Sarraut, assassiné par la Milice, à la tête de la Dépêche. En 1945, il est élu député de Tarn-et-Garonne.

## Patrimoine et lieux d'intérêt

### Cité scolaire Rive Gauche
- lycée général et technologique Joséphine-Baker[3].
- lycée professionnel Gisèle-Halimi.

### Groupe scolaire Germaine-Tillion
Le groupe scolaire de Bordeblanche est ouvert en 2017 afin d'accompagner le développement du nouveau quartier de Bordeblanche, au nord des Pradettes. Il occupe jusqu'en 2019 des préfabriqués au sud de la nouvelle rue Césaria-Evora. Le nouveau groupe scolaire, construit dans le même temps, est baptisé du nom de l'ethnologue et résistante Germaine Tillion.
Il regroupe une école maternelle de 8 classes, une école élémentaire de 10 classes et un centre de loisirs, pour un total de 600 élèves. L'édifice est constitué de quatre corps de bâtiment qui encadrent la cour de récréation. Ils s'élèvent sur deux niveaux : le rez-de-chaussée est un socle en béton couvert d'un enduit blanc, tandis que l'étage est mis en valeur par un bardage métallique coloré thermolaqué. Le projet est confié à IDP Architectes et Synopsis Architecture. La construction du groupe scolaire est l'occasion du développement du projet BIM Construction Occitanie – il reçoit d'ailleurs le prix du BIM d'Or en 2020.

### Maisons
- no  75 : lotissement Les Jardins des Carrelots. 
Le lotissement Les Jardins des Carrelots est aménagé en 1978 sur un terrain de 21 000 m², à l'angle de l'avenue Jean-Baylet et du chemin de la Fronde. Il est desservi par deux voies nouvelles, la rue de la Clarianelle et la rue de l'Aiguette[7].